# The Game (álbum de Queen)
The Game é o oitavo álbum de estúdio da banda Queen, lançado em 30 de junho de 1980. Foi o único álbum do Queen a chegar a primeiro lugar nas paradas dos Estados Unidos, sendo o álbum mais vendido no país, com quatro milhões de copias vendidas, superando News of The World. O álbum recebeu várias críticas favoráveis no geral, ao contrário de seu antecessor, Jazz. O álbum possui músicas notáveis, como "Another One Bites The Dust", famosa por seu riff de baixo, e o rockabilly "Crazy Little Thing Called Love". The Game foi o primeiro álbum do Queen a usar um sintetizador (um Oberheim OB-X). 
The Game possui mais músicas na levada pop do que o álbum anterior, Jazz. Esse estilo musical foi mais explorado no álbum seguinte, Hot Space. Com 35 minutos e 39 segundos, é o segundo menor álbum do Queen, abaixo apenas de Flash Gordon, que tem 35 minutos exatos. É estimado que o álbum tenha vendido doze milhões de cópias ao redor do mundo, com 4,5 milhões apenas nos Estados Unidos. 
O álbum foi relançado em Maio de 2003 num DVD-áudio. A música "Coming Soon" possui um backing track alternativo, pois as fitas dela não foram achadas quando o remix foi feito. 
A foto usada na capa do CD da EMI é diferente da foto original usada no LP e no cassete. A foto original (com Roger Taylor com os braços cobertos e Brian May sem uma mão em cima de seu braço) é a usada neste artigo. A foto alternativa também foi usada na capa do DVD-Áudio lançado em 2003. 
"Crazy Little Thing Called Love", "Sail Away Sweet Sister", "Coming Soon" e "Save Me" foram gravadas entre junho e julho de 1979, enquanto as outras músicas foram gravadas entre fevereiro e maio de 1980.

## Faixas
| N.º | Título                                             | Duração |  |
| 1.  | "Play the Game" (Freddie Mercury)                  | 3:32    |  |
| 2.  | "Dragon Attack" (Brian May)                        | 4:19    |  |
| 3.  | "Another One Bites The Dust" (John Deacon)         | 3:38    |  |
| 4.  | "Need Your Loving Tonight" (John Deacon)           | 2:49    |  |
| 5.  | "Crazy Little Thing Called Love" (Freddie Mercury) | 2:44    |  |
| 6.  | "Rock It (Prime Jive)" (Roger Taylor)              | 4:33    |  |
| 7.  | "Don't Try Suicide" (Freddie Mercury)              | 3:53    |  |
| 8.  | "Sail Away Sweet Sister" (Brian May)               | 3:33    |  |
| 9.  | "Coming Soon" (Roger Taylor)                       | 2:51    |  |
| 10. | "Save Me" (Brian May)                              | 3:49    |  |

## Ficha técnica
Banda
- Freddie Mercury – vocais, piano, violão e teclado
- Brian May – vocais, guitarra, violão, piano e teclado
- Roger Taylor – vocais, bateria, guitarra e teclado
- John Deacon – baixo, guitarra, piano e violão

Músicos convidados
- Reinhold Mack - teclado em "Rock It (Prime Jive)"